# بنة حاج نعمت (شبانكارة)
بنة حاج نعمت (بالفارسية: بنه‌حاج‌نعمت) هي قرية تقع في إيران في قسم شبانكارة الريفي. يقدر عدد سكانها بـ 32 نسمة بحسب إحصاء 2016.